# 2081 (영화)
《2081》는 미국에서 제작된 챈들러 터틀 감독의 2009년 SF 액션 단편 영화이다. 제임스 코즈모 등이 출연하였고, 토르 알보르센 등이 제작에 참여하였다.

## 출연진
- 퍼트리샤 클라크슨
- 제임스 코즈모
- 줄리 해거티
- 아미 해머